# Ernst Schiever
Ernst Schiever (Hannover, Alemanya, 1844 - 1915) fou un violinista alemany.
Fou deixeble de Joachim i va pertànyer al Quartet Müller fins que aquest es dissolgué el 1869, passant llavors al quartet Joachim. Fundà i dirigí ensems, recolzat pel comte Hochberg, el Quartet Gräflich Hochberg. Restà al front de l'Orquestra Richter durant molts anys. També dirigí el quartet que portava el seu nom.